# Derde
Derde es una entidad de población española del municipio de Vélez-Blanco, perteneciente a la provincia de Almería, en la comunidad autónoma de Andalucía.

## Historia
Hacia mediados del siglo XIX, el lugar era referido como una diputación ya por entonces perteneciente al municipio de Vélez-Blanco. Aparece descrito en el séptimo volumen del Diccionario geográfico-estadístico-histórico de España y sus posesiones de Ultramar de Pascual Madoz con las siguientes palabras:

DERDE: diputación en la prov. de Almeria, part. jud. de Velez-Rubio, térm. de Velez-Blanco. (V.)
(Madoz, 1847, p. 378)

En 2023, la entidad singular de población de Derde tenía empadronados 9 habitantes, todos ellos en diseminado.